# Lipase dạ dày
Lipase dạ dày, còn được gọi là LIPF, là một protein enzyme, ở người, được mã hóa bởi gen LIPF.

## Hoạt tính
Lipase dạ dày là một lipase có tính axit được tiết ra bởi các tế bào chính trong các hốc trên niêm mạc dạ dày. Nó hoạt động với độ pH tối ưu là 3–6. Lipase dạ dày, cùng với lipase khoang miệng là hai lipase ưa axit. Những lipase này, không giống như lipase kiềm (như lipase tuyến tụy), không đòi hỏi axit mật hoặc colipase cho hoạt động enzym tối ưu. Lipase có tính axit chiếm khoảng 30% toàn bộ phản ứng thủy phân lipid xảy ra trong quá trình tiêu hóa ở người trưởng thành. Lipase dạ dày đóng góp phần lớn hơn nếu chỉ xét hai lipase có tính axit. Ở trẻ sơ sinh, lipase có tính axit lại quan trọng hơn nhiều, chiếm khoảng 50% tổng hoạt tính thủy phân lipid.

## Ý nghĩa lâm sàng
Lipase dạ dày có thể bù đắp một phần cho sự giảm lượng lipase tụy liên quan đến rối loạn chức năng tụy, vì cung cấp một số phương tiện để cơ thể tiêu hóa chất béo. Một hạn chế của lipase có tính axit là chúng loại bỏ chỉ một axit béo từ mỗi triacylglycerol. Axit béo tự do có thể dễ dàng đi qua màng biểu mô lót đường tiêu hóa, nhưng không thể vận chuyển diacylglycerol qua. Điều này khiến lipase axit kém hiệu quả hơn so với lipase kiềm.

## Cấu trúc
Lipase dạ dày là một chuỗi polypeptide với 371 amino acid. Cấu trúc của lipase dạ dày được xác định bằng cách sử dụng nhiễu xạ tia X với độ phân giải 3,00 Å, và bao gồm 41% các xoắn và 14% phiến gấp beta. Lipase dạ dày thuộc họ nếp gấp α/β-hydrolase. Enzyme này sở hữu một bộ ba xúc tác cổ điển (Ser-153, His-353, Asp-324) và một lỗ oxyanion (nhóm NH trong khung của Gln-154 và Leu-67) tương tự như protease serine.